# Ordine del trifoglio croato
L'Ordine del trifoglio croato è un'onorificenza concessa dalla repubblica di Croazia. È il quindicesimo ordine statale di benemerenza.

## Storia
L'Ordine è stato fondato il 10 marzo 1995.

## Classi
L'Ordine dispone dell'unica classe di Cavaliere/Dama di gran croce.

## Assegnazione
L'Ordine è conferito a cittadini croati e stranieri per premiare atti eroici compiuti in tempo di guerra, in pericolo di guerra e in circostanze di pace straordinarie.

## Insegne
- Il nastro è scaccato di rosso e bianco a riprendere lo stemma nazionale croato.